# Pandit

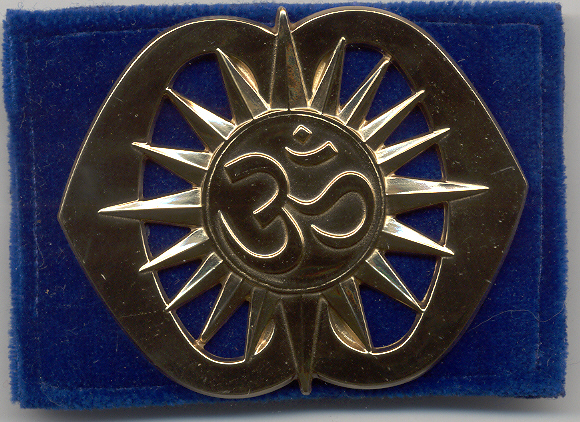
Baretembleem van de pandit

Een pandit (Devanagari: पण्डित्) is een hindoeïstische voorganger die mantra's reciteert om rituelen te begeleiden. Het woord is afkomstig van het Sanskriet woord panditá (पण्डित), dat geleerd betekent. Een pandit is een expert/geleerde op een bepaald gebied, maar wordt vaak gebruikt voor een ritualist. Het heeft niets met het kastensysteem te maken. In het moderne Hindoeïsme worden ook vrouwen toegelaten tot het werk van Pandit. Zij worden pandita genoemd. Het Engelse woord pundit (soms als pandit gespeld) is ervan afgeleid.
Pandits worden ingehuurd om vedische gezangen voor te dragen bij rituelen zoals het huwelijk, crematie, initiatie of inwijding van een huis. Hun traditionele rol is een rituele begeleiding. In de moderne tijd worden ze ook ingezet als spirituele begeleiders. Zoals guru's en andere leermeesters. Ze worden voorondersteld om de hindoegeschriften te kennen. 

## Modern gebruik
In het tegenwoordige India wordt pandit als een respectvolle titel gebruikt voor Indiase, als meester erkende klassieke musici (meestal Hindoes), zoals pandit Jasraj, pandit Pran Nath of pandit Ravi Shankar. Ook is pandit de aanduiding van een geestelijk verzorger vanuit de hindoeïstische levensbeschouwing.